# Kim Yea-na
Kim Yea-na (ur. 3 kwietnia 1989) – południowokoreańska snowboardzistka. Nie startowała na igrzyskach olimpijskich. Najlepszy wynik na mistrzostwach świata osiągnęła na mistrzostwach w Kangwŏn, gdzie zajęła 39. miejsce w halfpipe’ie. Najlepsze wyniki w Pucharze Świata osiągnęła w sezonie 2006/2007, kiedy to zajęła 67. miejsce w klasyfikacji generalnej.

## Sukcesy

### Puchar Świata

#### Miejsca w klasyfikacji generalnej
- 2006/2007 - 67.
- 2007/2008 - 139.

#### Miejsca na podium
1. Sungwoo – 24 lutego 2007 (Halfpipe) - 3. miejsce